# Foxi Maxi

Inci, Finci és Kandúr Bandi

Maci Laci és Bubu

A Foxi Maxi vagy Foxi Maxi kalandjai (eredeti cím: The Huckleberry Hound Show) egyrészt egy televíziós sorozatnak a címe, másrészt a sorozat főszereplőjének, Foxi Maxinak (Huckleberry Hound) a neve. A Foxi Maxi műsorok három rövid, 7 perces epizódból álltak. A sorozat 1958-ban jelent meg először a képernyőn Amerikában. Alighanem ez a sorozat tette igazán híressé a William Hanna–Joseph Barbera-párost.

## Karakterek
A három rövid epizódból álló műsor mindig Foxi Maxi kalandjaival kezdődött. A kék színű, csokornyakkendőt és többnyire szalmakalapot viselő, két lábon járó, beszélő, minden lében kanál kutya humoros kalandjait emberek között, emberi módon élte meg, minden részben más karaktert alakítva (pl. Foxi Maxi a tűzoltó, Foxi Maxi a seriff, stb.). A történetek alapját általában azt képezte, hogy valamilyen nehéz, vagy szinte lehetetlen feladatot kellett elvégeznie. Noha ügyes, csavaros eszű és a konokságig kitartó volt, gyakran kudarcot vallott kalandjai során. Az „Ó, te drága Klementina” kezdetű dal hamisan énekelt verziója, akárcsak a műsor eleji óriási szenzáciooouuu, megjött Foxi Maxi bemondása Foxi Maxi védjegyévé vált. Első magyar hangja Csákányi László volt.
Foxi Maxi epizódja után következett Kandúr Bandi kalandjai Incivel és Fincivel, a két egérrel (Szuhay Balázs, Váradi Hédi, Gombos Kati). A humoros történetek a szokásos macska-egér csatározások voltak egy tipikus amerikai családi házban. Inci és Finci a fal mögött, egy egérlyukban éltek, meglehetősen komfortos körülmények között. Volt foteljük és hangulatlámpájuk is. Élelmüket többnyire a ház hűtőszekrényének a fondorlatos fosztogatásából szerezték, amit a ház elkényeztetett és lusta macskája, Kandúr Bandi nehezen viselt. Noha minden rafinált módszert kipróbált az egerek eltávolítására, minden epizódban csúfos kudarcot vallott. Csatakiáltása volt a "reszkessetek, egerek".
A három rajzfilmből álló Foxi Maxi műsorokat Maci Laci (Várhelyi Endre) és barátja, Bubu (Harkányi Endre) kalandjai zárták. A nagytermetű, beszélő, kalapot viselő, mindig valami rosszban sántikáló Maci Laci és barátja, az apró termetű, mindig aggódó Bubu a hatalmas Jellystone parkban éltek, egy minden komforttal berendezett barlangban. A történetek legtöbbször azzal kezdődtek, hogy a dörzsölt Maci Laci megpróbálta valamilyen tiltott dologba belevinni a mindig aggodalmaskodó Bubut. Kedvenc próbálkozása a kirándulók piknikkosaraiból való élelemlopás, vagy a parkból való szökés volt, emiatt sokszor kerültek összetűzésbe a jóindulatú, de szigorú Vadőr úrral. Noha Bubu mindig megpróbálta visszatartani barátját (hát nem tudom, biztos, hogy ez jó ötlet Maci), végül mindig követte őt. Ha valami csínytevés sikerült, Maci Laci örömében basszus hangú „hi-hi-hi-hi”-vel adott hangot örömének.
A Foxi Maxi sorozat utolsó időszakában Maci Laci már nem szerepelt, mivel önálló műsort kapott, a Foxi Maxiban Ordas Pókhas (Hokey Wolf) lépett a helyére.
A sorozat hatása akkora volt, hogy egy másik rajzfilm, A Simpson család is parodizálta őket.

## A sorozat Magyarországon
A sorozatot első alkalommal 1963-ban adták a Magyar Televízióban, népszerűsége a felnőttek körében is hatalmas volt. Úgy tartják, a különlegesen jól sikerült első magyar szinkron jobb volt, mint az eredeti amerikai hang. Az egyes figuráknak élenjáró magyar művészek kölcsönözték a hangokat, többek között Csákányi László, Szuhay Balázs és Váradi Hédi. A magyar szöveg a különleges tehetségű „rímhányó” Romhányi József alkotása volt. A sorozat az évek során számtalan ismétlést ért meg. Későbbiekben készült egy vélekedések szerint technikailag jobb, de a szöveg fordítása és a szinkronhangok tekintetében lényegesen gyengébb magyar szinkron is. A sorozat népszerűségét jelzi, hogy az Atlantisz együttes dalt is írt róla Foxi Maxi matróz lett címmel.

## Magyar hangok
| Szereplő                                 | Szereplő          | Eredeti hang | Magyar hang                           | Magyar hang                                                  | Magyar hang                               |
| Magyarul                                 | Angolul           | Eredeti hang | 1. magyar változat (műsorváltozatban) | 2. magyar változat (nem műsorváltozatban)                    | 3. magyar változat (nem műsorváltozatban) |
| ---------------------------------------- | ----------------- | ------------ | ------------------------------------- | ------------------------------------------------------------ | ----------------------------------------- |
| Foxi Maxi                                | Huckleberry Hound | Daws Butler  | Csákányi László                       | Balázs Péter                                                 | Varga T. József                           |
| Kandúr Bandi (2. sz.) Mr. Jinks (3. sz.) | Mr. Jinks         | Daws Butler  | Szuhay Balázs                         | Kálid Artúr                                                  | Tarján Péter                              |
| Finci                                    | Dixie             | Daws Butler  | Gombos Katalin                        | Alföldi Róbert                                               | Kassai Károly                             |
| Maci Laci                                | Yogi Bear         | Daws Butler  | Várhelyi Endre                        | Hollósi Frigyes                                              | N/A                                       |
| Ordas Pókhas                             | Hokey Wolf        | Daws Butler  | Bárdy György                          | ?                                                            | N/A                                       |
| Inci                                     | Pixie             | Don Messick  | Váradi Hédi                           | Fekete Zoltán                                                | Csőre Gábor                               |
| Bubu                                     | Boo Boo           | Don Messick  | Harkányi Endre                        | Kocsis György                                                | N/A                                       |
| Vadőr úr                                 | Ranger Smith      | Don Messick  | Haraszin Tibor                        | Melis Gábor                                                  | N/A                                       |
| Narrátor                                 | Narrator          | Don Messick  | Szakáts Miklós                        | Foxi Maxi: Maros Gábor Végvári Tamás Maci Laci: Incze Ildikó | Végvári Tamás (Foxi Maxi)                 |
| Ding-a-Ling                              | Ding-a-Ling Wolf  | Doug Young   | Garics János                          | ?                                                            | N/A                                       |

## Évados áttekintés
| Évad | Évad | Epizódok | Eredeti sugárzás     | Eredeti sugárzás  | Magyar sugárzás | Magyar sugárzás |
| Évad | Évad | Epizódok | Évadpremier          | Évadfinálé        | Évadpremier     | Évadfinálé      |
| ---- | ---- | -------- | -------------------- | ----------------- | --------------- | --------------- |
|      | 1    | 26 (66)  | 1958. szeptember 29. | 1959. március 23. |                 |                 |
|      | 2    | 13 (39)  | 1959. szeptember 14. | 1960. február 22. |                 |                 |
|      | 3    | 13 (39)  | 1960. szeptember 11. | 1960. december 4. |                 |                 |
|      | 4    | 16 (34)  | 1961. augusztus 18.  | 1961. december 1. |                 |                 |

## 1. évad
Az epizódok az eredeti műsorváltozat szerint vannak rendezve.
Egyes epizódok egy korábbi rész ismétléseként jelentek meg. A listában - jelölést kaptak.
Foxi Maxi, Inci és Finci epizódjainak magyar címe zömmel a 3. szinkronnal vannak feltüntetve. Néhány epizódnál csak a 2. szinkronnal, valamelyiknél pedig a 2. és 3.-al is fel vannak tüntetve a címek.
Maci Laci epizódjainak mindegyike a 2. magyar szinkronnal vannak feltüntetve.
| #  | Rajzfilm      | Eredeti cím                        | Magyar cím                                                               | Eredeti premier      | Magyar premier | #   |
| -- | ------------- | ---------------------------------- | ------------------------------------------------------------------------ | -------------------- | -------------- | --- |
| 1  | Foxi Maxi     | Huckleberry Hound Meets Wee Willie | Foxi Maxi és Inci Finci                                                  | 1958. szeptember 29. |                | 1   |
| 1  | Inci és Finci | Cousin Tex                         | Inci és Finci texasi unokatestvére (2. szinkron) Tex bátyó (3. szinkron) | 1958. szeptember 29. |                | 1   |
| 1  | Maci Laci     | Yogi Bear's Big Break              | Maci Laci szökni próbál                                                  | 1958. szeptember 29. |                | 1   |
| 2  | Foxi Maxi     | Lion-Hearted Huck                  | Oroszlánszívű Foxi                                                       | 1958. október 6.     |                | 2   |
| 2  | Inci és Finci | Judo Jack                          | Judo Jack                                                                | 1958. október 6.     |                | 2   |
| 2  | Maci Laci     | Slumber Party Smarty               | Maci Laci szundi partija                                                 | 1958. október 6.     |                | 2   |
| 3  | Foxi Maxi     | Tricky Trapper                     | Trükkös csapda                                                           | 1958. október 13.    |                | 3   |
| 3  | Inci és Finci | Kit Kat Kit                        | Felvigyázás némely hajcihővel                                            | 1958. október 13.    |                | 3   |
| 3  | Maci Laci     | Pie-Pirates                        | A palacsintatolvajok                                                     | 1958. október 13.    |                | 3   |
| 4  | Foxi Maxi     | Sir Huckleberry Hound              | Sir Foxi Maxi                                                            | 1958. október 20.    |                | 4   |
| 4  | Inci és Finci | Jinks' Mice Device                 | Az egerentyűtlenítő szuperszerkentyű                                     | 1958. október 20.    |                | 4   |
| 4  | Maci Laci     | Big Bad Bully                      | Maci Laci és a nagy, gonosz, vad bika                                    | 1958. október 20.    |                | 4   |
| 5  | Foxi Maxi     | Sheriff Huckleberry                | Foxi Maxi seriff                                                         | 1958. október 27.    |                | 5   |
| 5  | Inci és Finci | Pistol Packin' Pirate              | Karabély Károly, a kalóz (2. szinkron)                                   | 1958. október 27.    |                | 5   |
| 5  | Maci Laci     | Foxy Hound-Dog                     | Foxi Maxi, a vadászkutya                                                 | 1958. október 27.    |                | 5   |
| 6  | Foxi Maxi     | Rustler Hustler Huck               | A csorda ordasa                                                          | 1958. november 3.    |                | 6   |
| 6  | Inci és Finci | Scaredycat Dog                     | A hős kutya                                                              | 1958. november 3.    |                | 6   |
| 6  | Maci Laci     | Big Brave Bear                     | Bátor kis botor                                                          | 1958. november 3.    |                | 6   |
| 7  | Foxi Maxi     | Freeway Patrol                     | Foxi Maxi, az országúti járőr                                            | 1958. november 10.   |                | 7   |
| 7  | Inci és Finci | Little Bird-Mouse                  | A repülő egér                                                            | 1958. november 10.   |                | 7   |
| 7  | Maci Laci     | Tally Ho Ho Ho                     | Hajrá, Talihó!                                                           | 1958. november 10.   |                | 7   |
| 8  | Foxi Maxi     | Two Corny Crows                    | Két vérmes varjú                                                         | 1958. november 17.   |                | 8   |
| 8  | Inci és Finci | The Ghost with the Most            | Kísértet-kísérlet                                                        | 1958. november 17.   |                | 8   |
| 8  | Maci Laci     | Baffled Bear                       | A megtévesztett Maci Laci                                                | 1958. november 17.   |                | 8   |
| 9  | Foxi Maxi     | Cock-A-Doodle Huck                 | A kakaskodó Foxi Maxi                                                    | 1958. november 24.   |                | 9   |
| 9  | Inci és Finci | Jiggers... It's Jinks!             | Balszerencse kis szerencsével                                            | 1958. november 24.   |                | 9   |
| 9  | Maci Laci     | High Fly Guy                       | A repülő Maci Laci                                                       | 1958. november 24.   |                | 9   |
| 10 | Foxi Maxi     | N/A                                | N/A                                                                      | 1958. december 1.    | N/A            | N/A |
| 10 | Inci és Finci | The Ace of Space                   | Az űrmacska                                                              | 1958. december 1.    |                | 10  |
| 10 | Maci Laci     | The Brave Little Brave             | A mesésen merész Maci                                                    | 1958. december 1.    |                | 10  |
| 11 | Foxi Maxi     | Fireman Huck                       | Foxi Maxi, a tűzoltó                                                     | 1958. december 8.    |                | 10  |
| 11 | Inci és Finci | Jinks Junior                       | A kis kandúr                                                             | 1958. december 8.    |                | 11  |
| 11 | Maci Laci     | N/A                                | N/A                                                                      | 1958. december 8.    | N/A            | N/A |
| 12 | Foxi Maxi     | Dragon-Slayer Huck                 | A sárkányölő                                                             | 1958. december 15.   |                | 11  |
| 12 | Inci és Finci | N/A                                | N/A                                                                      | 1958. december 15.   | N/A            | N/A |
| 12 | Maci Laci     | The Stout Trout                    | A szívós, pimasz pisztráng                                               | 1958. december 15.   |                | 11  |
| 13 | Foxi Maxi     | N/A                                | N/A                                                                      | 1958. december 22.   | N/A            | N/A |
| 13 | Inci és Finci | Jinks the Butler                   | Az egércinca                                                             | 1958. december 22.   |                | 12  |
| 13 | Maci Laci     | The Buzzin' Bear                   | A zúgó mackó                                                             | 1958. december 22.   |                | 12  |
| 14 | Foxi Maxi     | Hookey Daze                        | Blamázs bagázs                                                           | 1958. december 29.   |                | 12  |
| 14 | Inci és Finci | Jinks' Flying Carpet               | Kandúr repülő szőnyege                                                   | 1958. december 29.   |                | 13  |
| 14 | Maci Laci     | N/A                                | N/A                                                                      | 1958. december 29.   | N/A            | N/A |
| 15 | Foxi Maxi     | Skeeter Trouble                    | Szúnyog parádé                                                           | 1959. január 5.      |                | 13  |
| 15 | Inci és Finci | N/A                                | N/A                                                                      | 1959. január 5.      | N/A            | N/A |
| 15 | Maci Laci     | The Runaway Bear                   | A szökevény                                                              | 1959. január 5.      |                | 13  |
| 16 | Foxi Maxi     | N/A                                | N/A                                                                      | 1959. január 12.     | N/A            | N/A |
| 16 | Inci és Finci | Puppet Pals                        | Bábubarát                                                                | 1959. január 12.     |                | 14  |
| 16 | Maci Laci     | Be My Guest Pest                   | Váratlan vendég                                                          | 1959. január 12.     |                | 14  |
| 17 | Foxi Maxi     | Sheep-Shape Sheepherder            | A báránybőrbe bújt birkapásztor                                          | 1959. január 19.     |                | 14  |
| 17 | Inci és Finci | Mark of the Mouse                  | MaxiMouse, a hős egér (2. szinkron)                                      | 1959. január 19.     |                | 15  |
| 17 | Maci Laci     | N/A                                | N/A                                                                      | 1959. január 19.     | N/A            | N/A |
| 18 | Foxi Maxi     | Barbecue Hound                     | A nyárs sütés mestere                                                    | 1959. január 26.     |                | 15  |
| 18 | Inci és Finci | N/A                                | N/A                                                                      | 1959. január 26.     | N/A            | N/A |
| 18 | Maci Laci     | Duck in Luck                       | Szerencsés kacsa                                                         | 1959. január 26.     |                | 15  |
| 19 | Foxi Maxi     | N/A                                | N/A                                                                      | 1959. február 2.     | N/A            | N/A |
| 19 | Inci és Finci | Dinky Jinks                        | Aprócskandúr                                                             | 1959. február 2.     |                | 16  |
| 19 | Maci Laci     | Bear on a Picnic                   | Maci Laci piknikezik                                                     | 1959. február 2.     |                | 16  |
| 20 | Foxi Maxi     | Hokum Smokum                       | Foxi Maxi és a békepipa                                                  | 1959. február 9.     |                | 16  |
| 20 | Inci és Finci | Hypnotize Surprise                 | A hipnózis hatalma                                                       | 1959. február 9.     |                | 17  |
| 20 | Maci Laci     | N/A                                | N/A                                                                      | 1959. február 9.     | N/A            | N/A |
| 21 | Foxi Maxi     | Bird House Blues                   | Foxi Maxi és a vagány varjak                                             | 1959. február 16.    |                | 17  |
| 21 | Inci és Finci | N/A                                | N/A                                                                      | 1959. február 16.    | N/A            | N/A |
| 21 | Maci Laci     | Prize Fight Fright                 | Maci Laci, a világbajnok                                                 | 1959. február 16.    |                | 17  |
| 22 | Foxi Maxi     | Postman Panic                      | Postás riogatás                                                          | 1959. február 23.    |                | 18  |
| 22 | Inci és Finci | Nice Mice                          | Az állatok hete                                                          | 1959. február 23.    |                | 18  |
| 22 | Maci Laci     | Brainy Bear                        | Az eszes mackó                                                           | 1959. február 23.    |                | 18  |
| 23 | Foxi Maxi     | Ski Champ Chump                    | A silány síbajnok                                                        | 1959. március 2.     |                | 19  |
| 23 | Inci és Finci | King-Size Surprise                 | Fene nagy veszedelem (2. szinkron) Dömper, az egérmentő (3. szinkron)    | 1959. március 2.     |                | 19  |
| 23 | Maci Laci     | Robin Hood Yogi                    | Maci Laci, a Robin Hood                                                  | 1959. március 2.     |                | 19  |
| 24 | Foxi Maxi     | Lion Tamer Huck                    | Foxi Maxi, az oroszlánszelidítő                                          | 1959. március 9.     |                | 20  |
| 24 | Inci és Finci | Cat-Nap Cat                        | Macska-hajcsi                                                            | 1959. március 9.     |                | 20  |
| 24 | Maci Laci     | Daffy Daddy                        | A mamlasz macipapi                                                       | 1959. március 9.     |                | 20  |
| 25 | Foxi Maxi     | Little Red Riding Huck             | Piroska és a farkas                                                      | 1959. március 16.    |                | 21  |
| 25 | Inci és Finci | Mouse-Nappers                      | Macskaszövetség                                                          | 1959. március 16.    |                | 21  |
| 25 | Maci Laci     | Scooter Looter                     | Dohogós robogós                                                          | 1959. március 16.    |                | 21  |
| 26 | Foxi Maxi     | The Tough Little Termite           | Foxi Maxi és a terhes termesz                                            | 1959. március 23.    |                | 22  |
| 26 | Inci és Finci | Boxing Buddy                       | Kanga-Bumm, a boxbajnok (2. szinkron)                                    | 1959. március 23.    |                | 22  |
| 26 | Maci Laci     | Hide and Go Peek                   | Bújócska tűnőcske                                                        | 1959. március 23.    |                | 22  |

## 2. évad
| #  | Rajzfilm      | Eredeti cím           | Magyar cím                                                           | Eredeti premier      | Magyar premier | #  |
| -- | ------------- | --------------------- | -------------------------------------------------------------------- | -------------------- | -------------- | -- |
| 1  | Foxi Maxi     | Ten Pin Alley         | Foxi Maxi a tízbábús pályán                                          | 1959. szeptember 14. |                | 23 |
| 1  | Inci és Finci | Hi-Fido               | A csoda micsoda                                                      | 1959. szeptember 14. |                | 23 |
| 1  | Maci Laci     | Show Biz Bear         | Maci Laci showbiz-nincs                                              | 1959. szeptember 14. |                | 23 |
| 2  | Foxi Maxi     | Grim Pilgrim          | Foxi Maxi, az ádáz vadász                                            | 1959. szeptember 21. |                | 24 |
| 2  | Inci és Finci | Rapid Robot           |                                                                      | 1959. szeptember 21. |                | 24 |
| 2  | Maci Laci     | Lullabye-Bye Bear     | Maci Laci altatódala                                                 | 1959. szeptember 21. |                | 24 |
| 3  | Foxi Maxi     | Jolly Roger and Out   | A lógósok réme                                                       | 1959. szeptember 28. |                | 25 |
| 3  | Inci és Finci | Sour Puss             | Maxi, az egerészek gyöngye (2. szinkron)                             | 1959. szeptember 28. |                | 25 |
| 3  | Maci Laci     | Bare Face Bear        | Az álmackó                                                           | 1959. szeptember 28. |                | 25 |
| 4  | Foxi Maxi     | Somebody's Lion       | Foxi Maxi, az oroszlánvadász                                         | 1959. október 26.    |                | 26 |
| 4  | Inci és Finci | King Size Poodle      | Az óriás pudli (2. szinkron) A gigászi pudli (3. szinkron)           | 1959. október 26.    |                | 26 |
| 4  | Maci Laci     | Papa Yogi             | Macipapa                                                             | 1959. október 26.    |                | 26 |
| 5  | Foxi Maxi     | A Bully Dog           | Foxi Maxi és a játékos kutya                                         | 1959. november 2.    |                | 27 |
| 5  | Inci és Finci | Mighty Mite           | El Pancso bepancsol (2. szinkron) A pehelysúlyú bajnok (3. szinkron) | 1959. november 2.    |                | 27 |
| 5  | Maci Laci     | Stranger Ranger       | A vad vadőr                                                          | 1959. november 2.    |                | 27 |
| 6  | Foxi Maxi     | Nottingham and Yeggs  | A nottinghami széf titka                                             | 1959. november 23.   |                | 28 |
| 6  | Inci és Finci | Bird Brained Cat      | Kanári mánia                                                         | 1959. november 23.   |                | 28 |
| 6  | Maci Laci     | Rah Rah Bear          | Hajrá, medve!                                                        | 1959. november 23.   |                | 28 |
| 7  | Foxi Maxi     | Huck the Giant Killer | Foxi Maxi, az óriásölő                                               | 1959. november 30.   |                | 29 |
| 7  | Inci és Finci | Batty Bat             | Bőregér                                                              | 1959. november 30.   |                | 29 |
| 7  | Maci Laci     | Bear for Punishment   | Maci büntetésben                                                     | 1959. november 30.   |                | 29 |
| 8  | Foxi Maxi     | Cop and Saucer        | A zsaru és az UFO                                                    | 1959. december 21.   |                | 30 |
| 8  | Inci és Finci | Lend-Lease Meece      | Légi kaland (2. szinkron) Kölcsön egér visszajár (3. szinkron)       | 1959. december 21.   |                | 30 |
| 8  | Maci Laci     | Nowhere Bear          | Sehol nincs mackó                                                    | 1959. december 21.   |                | 30 |
| 9  | Foxi Maxi     | Pony Boy Huck         | Foxi Maxi, a gyors postás                                            | 1959. december 28.   |                | 31 |
| 9  | Inci és Finci | A Good, Good Fairy    | A jó tündér (2. szinkron) Az egértündér (3. szinkron)                | 1959. december 28.   |                | 31 |
| 9  | Maci Laci     | Wound-Up Bear         | A felhúzható mackó                                                   | 1959. december 28.   |                | 31 |
| 10 | Foxi Maxi     | Pet Vet               | Foxi Maxi praxisa                                                    | 1960. január 18.     |                | 32 |
| 10 | Inci és Finci | Heavens to Jinksy     | Kandúr a mennyben (2. szinkron) Macskamennyország (3. szinkron)      | 1960. január 18.     |                | 32 |
| 10 | Maci Laci     | Bewitched Bear        | Elvarázsolt mackó                                                    | 1960. január 18.     |                | 32 |
| 11 | Foxi Maxi     | Piccadilly Dilly      | Piccadilly dili                                                      | 1960. január 25.     |                | 33 |
| 11 | Inci és Finci | Goldfish Fever        | Aranyhal-láz                                                         | 1960. január 25.     |                | 33 |
| 11 | Maci Laci     | Hoodwinked Bear       | A rászedett mackó                                                    | 1960. január 25.     |                | 33 |
| 12 | Foxi Maxi     | Wiki Waki Huck        | Wiki Waki Foxi                                                       | 1960. február 15.    |                | 34 |
| 12 | Inci és Finci | Pushy Cat             | Pöttöm, az egerek réme                                               | 1960. február 15.    |                | 34 |
| 12 | Maci Laci     | Snow White Bear       | Hófehérke és Maci Laci                                               | 1960. február 15.    |                | 34 |
| 13 | Foxi Maxi     | Huck's Hack           | Foxi Maxi taxis                                                      | 1960. február 22.    |                | 35 |
| 13 | Inci és Finci | Puss in Boats         | Matróz macsek                                                        | 1960. február 22.    |                | 35 |
| 13 | Maci Laci     | Space Bear            | Az űrmackó                                                           | 1960. február 22.    |                | 35 |

## 3. évad
A 3. évadtól Ordas Pókhas (Hokey Wolf) vette át Maci Laci helyét a sorozatban.
| #  | Rajzfilm      | Eredeti cím          | Magyar cím                                                          | Eredeti premier      | Magyar premier | #  |
| -- | ------------- | -------------------- | ------------------------------------------------------------------- | -------------------- | -------------- | -- |
| 1  | Foxi Maxi     | Spud Dud             | Krumpli-rumli                                                       | 1960. szeptember 11. |                | 36 |
| 1  | Inci és Finci | High Jinks           | Kandúr kilenc élete (2. szinkron)                                   | 1960. szeptember 11. |                | 36 |
| 1  | Ordas Pókhas  | Tricks and Treats    |                                                                     | 1960. szeptember 11. |                | 1  |
| 2  | Foxi Maxi     | Legion Bound Hound   | Foxi Maxi, a légionárus                                             | 1960. szeptember 18. |                | 37 |
| 2  | Inci és Finci | Price for Mice       | Kísérleti egerek                                                    | 1960. szeptember 18. |                | 37 |
| 2  | Ordas Pókhas  | Hokey Dokey          |                                                                     | 1960. szeptember 18. |                | 2  |
| 3  | Foxi Maxi     | Science Friction     | A gyermeteg szörnyeteg                                              | 1960. szeptember 25. |                | 38 |
| 3  | Inci és Finci | Plutocrat Cat        | Pénzes macska (2. szinkron) A milliomos macska (3. szinkron)        | 1960. szeptember 25. |                | 38 |
| 3  | Ordas Pókhas  | Lamb-Basted Wolf     |                                                                     | 1960. szeptember 25. |                | 3  |
| 4  | Foxi Maxi     | Nuts Over Mutts      | Kutyuli buli                                                        | 1960. október 2.     |                | 39 |
| 4  | Inci és Finci | Pied Piper Pipe      | A varázsfurulya (2. szinkron) Az egértáncoltató flóta (3. szinkron) | 1960. október 2.     |                | 39 |
| 4  | Ordas Pókhas  | Which Witch Is Witch |                                                                     | 1960. október 2.     |                | 4  |
| 5  | Foxi Maxi     | Knight School        | A lovagiskola                                                       | 1960. október 9.     |                | 40 |
| 5  | Inci és Finci | Woo for Two          | Kandúr szerelmes (2. szinkron)                                      | 1960. október 9.     |                | 40 |
| 5  | Ordas Pókhas  | Pick a Chick         |                                                                     | 1960. október 9.     |                | 5  |
| 6  | Foxi Maxi     | Huck Hound's Tale    | Foxi Maxi dédapó                                                    | 1960. október 16.    |                | 41 |
| 6  | Inci és Finci | Party Peeper Jinks   | Zűrös parti                                                         | 1960. október 16.    |                | 41 |
| 6  | Ordas Pókhas  | Robot Plot           |                                                                     | 1960. október 16.    |                | 6  |
| 7  | Foxi Maxi     | The Unmasked Avenger | A kabóca álca                                                       | 1960. október 23.    |                | 42 |
| 7  | Inci és Finci | A Wise Quack         | A rút kiskacsa                                                      | 1960. október 23.    |                | 42 |
| 7  | Ordas Pókhas  | Boobs in the Woods   |                                                                     | 1960. október 23.    |                | 7  |
| 8  | Foxi Maxi     | Hillbilly Huck       | Muszáj-viszály                                                      | 1960. október 30.    |                | 43 |
| 8  | Inci és Finci | Missile Bound Cat    | Az űrcica                                                           | 1960. október 30.    |                | 43 |
| 8  | Ordas Pókhas  | Castle Hassle        |                                                                     | 1960. október 30.    |                | 8  |
| 9  | Foxi Maxi     | Fast Gun Huck        | A csupa ész éllövész                                                | 1960. november 6.    |                | 44 |
| 9  | Inci és Finci | Kind to Meeces Week  | Légy kedves az egerekhez                                            | 1960. november 6.    |                | 44 |
| 9  | Ordas Pókhas  | Booty on the Bounty  |                                                                     | 1960. november 6.    |                | 9  |
| 10 | Foxi Maxi     | Astro-nut Huck       | Zűrben az űrben                                                     | 1960. november 13.   |                | 45 |
| 10 | Inci és Finci | Crew Cat             | Kalandok földön és vízen                                            | 1960. november 13.   |                | 45 |
| 10 | Ordas Pókhas  | Hokey in the Pokey   |                                                                     | 1960. november 13.   |                | 10 |
| 11 | Foxi Maxi     | Huck and Ladder      | Foxi Maxi kutyaszorítóban                                           | 1960. november 20.   |                | 46 |
| 11 | Inci és Finci | Jinxed Jinks         | Egérbiztosítás                                                      | 1960. november 20.   |                | 46 |
| 11 | Ordas Pókhas  | Who's Zoo            |                                                                     | 1960. november 20.   |                | 11 |
| 12 | Foxi Maxi     | Lawman Huck          | Foxi, a rend őre                                                    | 1960. november 27.   |                | 47 |
| 12 | Inci és Finci | Light Headed Cat     | A repülő macska (2. szinkron) A lebegő macska (3. szinkron)         | 1960. november 27.   |                | 47 |
| 12 | Ordas Pókhas  | Dogged Sheep Dog     |                                                                     | 1960. november 27.   |                | 12 |
| 13 | Foxi Maxi     | Cluck and Dagger     |                                                                     | 1960. december 4.    |                | 48 |
| 13 | Inci és Finci | Mouse for Rent       | Egérkölcsönző (2. szinkron)                                         | 1960. december 4.    |                | 48 |
| 13 | Ordas Pókhas  | Too Much to Bear     |                                                                     | 1960. december 4.    |                | 13 |

## 4. évad
| #  | Rajzfilm      | Eredeti cím                 | Magyar cím                                                                | Eredeti premier      | Magyar premier | #   |
| -- | ------------- | --------------------------- | ------------------------------------------------------------------------- | -------------------- | -------------- | --- |
| 1  | Foxi Maxi     | Caveman Huck                | Foxi Maxi, az őshapsi (2. szinkron)                                       | 1961. augusztus 18.  |                | 49  |
| 1  | Inci és Finci | Jinks' Jinx                 | Macskababona (2. szinkron) Macskapech (3. szinkron)                       | 1961. augusztus 18.  |                | 49  |
| 1  | Ordas Pókhas  | Movies Are Bitter Than Ever |                                                                           | 1961. augusztus 18.  |                | 14  |
| 2  | Foxi Maxi     | Huck of the Irish           | Foxi Maxi Írországban, és a bolond kobold                                 | 1961. augusztus 25.  |                | 50  |
| 2  | Inci és Finci | Fresh Heir                  | A kísértetkastély (2. szinkron)                                           | 1961. augusztus 25.  |                | 50  |
| 2  | Ordas Pókhas  | Poached Yeggs               |                                                                           | 1961. augusztus 25.  |                | 15  |
| 3  | Foxi Maxi     | Jungle Bungle               | A kétbalkezes vadon                                                       | 1961. szeptember 1.  |                | 51  |
| 3  | Inci és Finci | Strong Mouse                | A világ legerősebb egere                                                  | 1961. szeptember 1.  |                | 51  |
| 3  | Ordas Pókhas  | Rushing Wolf Hound          |                                                                           | 1961. szeptember 1.  |                | 16  |
| 4  | Foxi Maxi     | Bullfighter Huck            | A torreádor                                                               | 1961. szeptember 8.  |                | 52  |
| 4  | Inci és Finci | Bombay Mouse                | A bombayi egér (2. szinkron) Az indiai egér (3. szinkron)                 | 1961. szeptember 8.  |                | 52  |
| 4  | Ordas Pókhas  | The Glass Sneaker           |                                                                           | 1961. szeptember 8.  |                | 17  |
| 5  | Foxi Maxi     | Ben Huck                    | Ben Fox                                                                   | 1961. szeptember 15. |                | 53  |
| 5  | Inci és Finci | Mouse Trapped               | Robotegér                                                                 | 1961. szeptember 15. |                | 53  |
| 5  | Ordas Pókhas  | Indian Giver                |                                                                           | 1961. szeptember 15. |                | 18  |
| 6  | Foxi Maxi     | Huck de Paree               | Foxi de Paree                                                             | 1961. szeptember 22. |                | 54  |
| 6  | Inci és Finci | Magician Jinks              | A varázsdoboz (2. szinkron) Bűvésztrükk (3. szinkron)                     | 1961. szeptember 22. |                | 54  |
| 6  | Ordas Pókhas  | Chock Full Chuck Wagon      |                                                                           | 1961. szeptember 22. |                | 19  |
| 7  | Foxi Maxi     | Bars and Stripes            | Rácsos kapu, rácsos ablak                                                 | 1961. szeptember 29. |                | 55  |
| 7  | Inci és Finci | Meece Missiles              | Botcsinálta hősök                                                         | 1961. szeptember 29. |                | 55  |
| 7  | Ordas Pókhas  | Bring 'Em Back a Live One   |                                                                           | 1961. szeptember 29. |                | 20  |
| 8  | Foxi Maxi     | The Scrubby Brush Man       | A dörzsölt dörzskefe ügynök                                               | 1961. október 6.     |                | 56  |
| 8  | Inci és Finci | Homeless Jinks              | Hontalan macska (2. szinkron)                                             | 1961. október 6.     |                | 56  |
| 8  | Ordas Pókhas  | A Star is Bored             |                                                                           | 1961. október 6.     |                | 21  |
| 9  | Foxi Maxi     | Two for Tee Vee             | Ketten a TV ellen                                                         | 1961. október 13.    |                | 57  |
| 9  | Inci és Finci | Home Flea                   | Muszkli Manó, a cirkuszi bolha (2. szinkron) A bunyós bolha (3. szinkron) | 1961. október 13.    |                | 57  |
| 9  | Ordas Pókhas  | West of the Pesos           |                                                                           | 1961. október 13.    |                | 22  |
| 10 | Foxi Maxi     | N/A                         | N/A                                                                       | 1961. október 20.    | N/A            | N/A |
| 10 | Inci és Finci | N/A                         | N/A                                                                       | 1961. október 20.    | N/A            | N/A |
| 10 | Ordas Pókhas  | Phony-O and Juliet          |                                                                           | 1961. október 20.    |                | 23  |
| 11 | Foxi Maxi     | N/A                         | N/A                                                                       | 1961. október 27.    | N/A            | N/A |
| 11 | Inci és Finci | N/A                         | N/A                                                                       | 1961. október 27.    | N/A            | N/A |
| 11 | Ordas Pókhas  | Hokey's Missing Millions    |                                                                           | 1961. október 27.    |                | 24  |
| 12 | Foxi Maxi     | N/A                         | N/A                                                                       | 1961. november 3.    | N/A            | N/A |
| 12 | Inci és Finci | N/A                         | N/A                                                                       | 1961. november 3.    | N/A            | N/A |
| 12 | Ordas Pókhas  | Loot to Boot                |                                                                           | 1961. november 3.    |                | 25  |
| 13 | Foxi Maxi     | N/A                         | N/A                                                                       | 1961. november 10.   | N/A            | N/A |
| 13 | Inci és Finci | N/A                         | N/A                                                                       | 1961. november 10.   | N/A            | N/A |
| 13 | Ordas Pókhas  | Guesting Games              |                                                                           | 1961. november 10.   |                | 26  |
| 14 | Foxi Maxi     | N/A                         | N/A                                                                       | 1961. november 17.   | N/A            | N/A |
| 14 | Inci és Finci | N/A                         | N/A                                                                       | 1961. november 17.   | N/A            | N/A |
| 14 | Ordas Pókhas  | Sick Sense                  |                                                                           | 1961. november 17.   |                | 27  |
| 15 | Foxi Maxi     | N/A                         | N/A                                                                       | 1961. november 24.   | N/A            | N/A |
| 15 | Inci és Finci | N/A                         | N/A                                                                       | 1961. november 24.   | N/A            | N/A |
| 15 | Ordas Pókhas  | Aladdin's Lamb Chops        |                                                                           | 1961. november 24.   |                | 28  |
| 16 | Foxi Maxi     | N/A                         | N/A                                                                       | 1961. december 1.    | N/A            | N/A |
| 16 | Inci és Finci | N/A                         | N/A                                                                       | 1961. december 1.    | N/A            | N/A |
| 16 | Ordas Pókhas  | Bean Pod'ners               |                                                                           | 1961. december 1.    |                | 29  |

## Érdekesség
Az első magyar szinkron teljesen más megközelítésbe helyezte a figurákat, mint az eredeti hangok. Foxi Maxi figurája az eredeti amerikai verzióban szinte az álmatagságig lassú, elnyújtott déli akcentussal beszélt, ez természetesen a magyar nyelvben eleve visszaadhatatlan.
Kandúr Bandi figurája, melyet Szuhay Balázs szinte hisztérikusra felfokozottan kandúrosra vett, az eredeti nyelvű verzióban selymesen lágy hangon beszélt, Marlon Brando hangját utánozva. Inci és Finci eredetileg magasabb fekvésű férfihangon szólaltak meg.
További érdekesség, hogy a sorozat hatására hazánkban, a pártállam idején létező Marxizmus-Leninizmus Esti Egyetem a szlengben egyszerűen Foxi Maxiként gyökeresedett meg. Az elnevezés egyszerre utal a névbeli hasonlóságra, továbbá az "egyetem" jelentéktelenségére is. Az oktatási intézmény kevésbé ismert gúnyneve Maci Laci volt.